# دایملر-بنتس دی‌ب ۶۰۰
دایملر-بنز دی‌بی ۶۰۰ (به انگلیسی: Daimler-Benz DB 600) یک موتور هواگرد ساختِ کارخانهٔ دایملر-بنز در کشور آلمان است.